# Derek Cianfrance
Derek Cianfrance er en amerikansk regissør, manuskriptforfatter, filmfotograf og filmklipper.
Cianfrance har blandt andet skrevet og regisseret filmene Blue Valentine og The Place Beyond the Pines som begge har Ryan Gosling i hovedrollen.
Genembrudsfilmen Blue Valentine var meget vanskelig at finansiere - og Cianfrance har ofte talt om hvordan arbejdet tog mere end endnu ti år og at manuskriptet gennemgik 66 omskrivninger. Cianfrance er ofte blevet hyldet før sine organiske og autencitetssøgende måder at arbejde med skuespillerne. Selv siger han at han er inspireret af John Cassavetes repetitionsteknikker.

## Eksterne links
- Derek Cianfrance på Internet Movie Database (engelsk)
- Derek Cianfrance på Filmdatabasen
- Derek Cianfrance på Scope
- Derek Cianfrance på Svensk Filmdatabas (svensk)
- Derek Cianfrance på AlloCiné (fransk)
- Derek Cianfrance på AllMovie (engelsk)
- Derek Cianfrance på The Movie Database (engelsk)